# المنتقمون: الحروب السرية
المنتقمون: الحروب السرية (بالإنجليزية: Avengers: Secret Wars) هو فيلم أبطال خارقين أمريكي قادم، يستند إلى فريق الأبطال الخارقين المنتقمون من قصص مارفل المصورة. يُنتَج الفيلم من قِبل استوديوهات مارفل وأي جي بي أو، ويوزع عبر والت ديزني ستوديوز موشن بيكتشرز، ويُعدّ تكملة لفيلم المنتقمون: يوم القيامة (2026)، والسادس ضمن سلسلة أفلام المنتقمين، والإصدار الأربعين ضمن عالم مارفل السينمائي (MCU). الفيلم من إخراج الأخوان روسو وكتابة مايكل والدرون.
من المقرر عرض فيلم المنتقمون: الحروب السرية في 17 ديسمبر 2027 في الولايات المتحدة، ليكون الفيلم الأخير في المرحلة السادسة و ملحمة الأكوان المتعددة من عالم مارفل السينمائي.